# یاشونکا (شهرستان کروسنو)
یاشونکا (به لاتین: Jasionka) یک روستا در لهستان است که در گمینا دوکلا واقع شده‌است. یاشونکا ۱٬۳۰۰ نفر جمعیت دارد.